# Câmara de Lobos

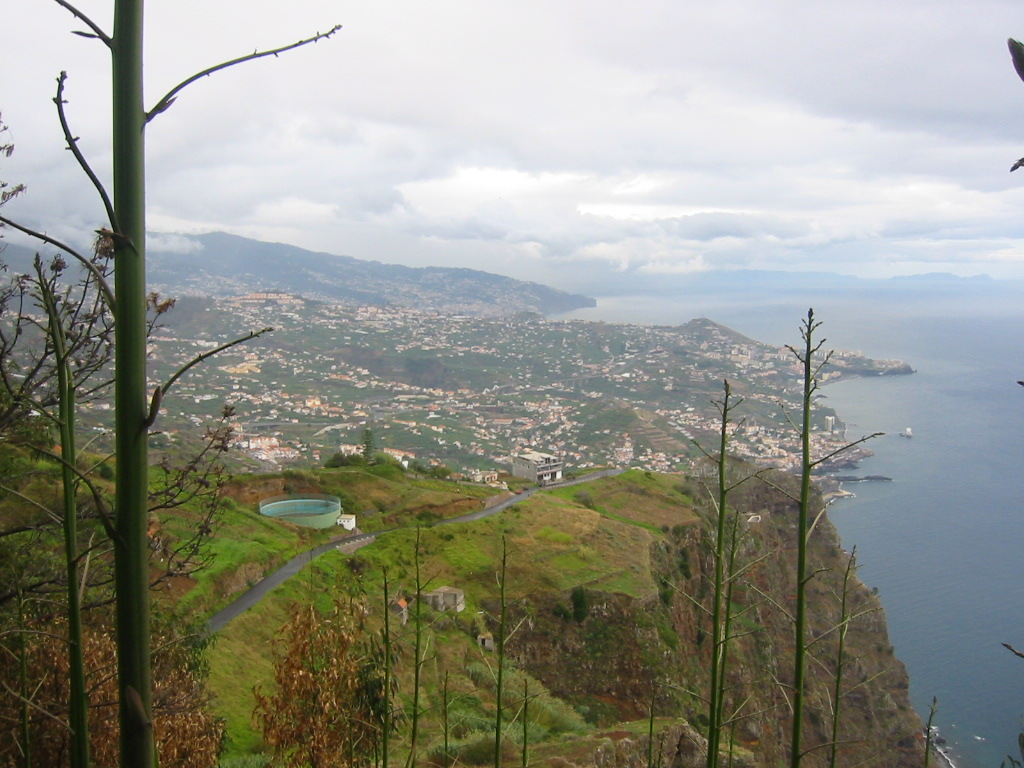
Câmara de Lobos des de Cabo Girão.

Câmara de Lobos és una ciutat i un mucicipi de Madeira.
Es divideix en cinc parròquies:
- Câmara de Lobos
- Curral das Freiras
- Estreito de Câmara de Lobos
- Jardim da Serra
- Quinta Grande